# Sèrbia i Montenegro
Sèrbia i Montenegro era un estat del sud-est d'Europa. Limitava al sud amb Albània, la llavors coneguda com a Antiga República Iugoslava de Macedònia i la mar Adriàtica (Mar Mediterrània), a l'est amb Bulgària, al nord amb Hongria i a l'oest amb Croàcia i Bòsnia i Hercegovina.
Essent el cor de la desapareguda República Federal de Iugoslàvia o Iugoslàvia, va mantenir aquest nom fins a la nova denominació arran de la nova carta constitucional el dia 4 de febrer de 2003. Aquesta reflectia la confederació formada per l'autonomia de Sèrbia i de Montenegro. El país estava dividit, doncs, en quatre autonomies: Voivodina al nord, Sèrbia i Kosovo a la part central i Montenegro al sud. Kosovo, conforme amb la Resolució 1244 del Consell de Seguretat de les Nacions Unides, de 10 de juny de 1999, es trobava (fins al 17 de febrer de 2008) sota administració internacional.
Sèrbia i Montenegro no tenia una única capital comuna: Belgrad era el centre administratiu i la seu de l'Assemblea i del Consell de Ministres; Podgorica era la seu del Tribunal de Sèrbia i Montenegro.

## Història
En la ruptura de la República Federal Socialista de Iugoslàvia, la confederació permanent de Sèrbia i Montenegro va ser reconstituïda en 1992 com la República Federal de Iugoslàvia (RFI). No obstant això, el 19 de setembre del mateix any, el Consell de Seguretat de les Nacions Unides va aprovar la seva Resolució 777, que afirmava que la República Federal Socialista de Iugoslàvia havia deixat d'existir i que la República Federal de Iugoslàvia era un nou estat. Defensava que totes les antigues repúbliques iugoslaves tenien dret a la successió estatal; però que cap d'elles continuava la personalitat jurídica internacional de la República Federal Socialista de Iugoslàvia. No obstant això, el govern de Slobodan Milošević es va oposar a aquestes afirmacions i, com a tal, la República Federal de Iugoslàvia no va poder unir-se a les Nacions Unides. A més de les Nacions Unides, molts estats (sobretot els Estats Units) també havien refusat reconèixer-la com a successora de l'exIugoslàvia, encara que la van acceptar mentre constituïa un estat. Açò va ser a causa de les guerres iugoslaves en progrés, les quals havien evitat l'acord sent aconseguit sobre la disposició d'obligacions i recursos federals, particularment el deute nacional. La RFI va ser també suspesa d'un nombre d'institucions internacionals per causa de la seva actuació en les guerres. Va ser finalment readmesa a les Nacions Unides en 2000 després de diversos anys de suspensió.
El 14 de març del 2002, Sèrbia i Montenegro va arribar a un nou acord quant a cooperació contínua, prometent, entre altres canvis, la fi del nom Iugoslàvia. Els acords, promoguts per la Unió Europea per mirar d'endarrerir o evitar la independència de Montenegro, només van constituir una unió de paper, un sistema lax compost per un president, un Govern de cinc membres i una assemblea parlamentària. El 4 de febrer de 2003, el parlament federal de República Federal de Iugoslàvia va crear una mancomunitat laxa de Sèrbia i Montenegro anomenada Sèrbia i Montenegro. En aquesta data, també entrava en vigor la nova la Constitució de Sèrbia i Montenegro que, a causa del creixement del moviment independentista a Montenegro, liderat per Milo Đukanović, va incloure una clàusula que permetia convocar un referèndum sobre la independència de Montenegro després de tres anys de l'aprovació de la Carta Magna. Aquell mateix dia, durant el discurs d'investidura de Đukanović com a president de la Unió, el líder montenegrí va manifestar que Montenegro no volia una continuació de la vella Iugoslàvia amb un simple canvi de nom, sinó que aspirava a un nou marc de relacions entre Sèrbia i Montenegro i a un acostament a la Unió Europea.
En efecte, el 21 de maig de 2006, es va celebrar el referèndum sobre la continuïtat o separació definitiva de les dues repúbliques a la població montenegrina. L'opció independentista es va imposar amb el 55,4% dels vots vàlidament emesos (230.711 a 184.954 vots), fet que suposava un 0,4% més dels vots a favor de la separació necessaris perquè fos reconeguda tant per la Federació de Sèrbia i Montenegro, com per la Unió Europea, que havia creat una lex specialis per la qual calia que hi hagués una participació mínima del 50% del cens (fou del 86,5%) i que els vots favorables a la indepèndència superessin el 55%. D'aquesta manera Montenegro esdevenia un nou país.

## Política
Cap al 2005, pràcticament no hi havia polítiques comunes i ambdues repúbliques funcionen per separat, a pesar d'existir unes institucions comunes: el President Svetozar Marovic i el parlament, compost pels parlamentaris de Sèrbia (91 escons) i Montenegro (35 escons). Ambdues repúbliques només tenien una política comuna quant a defensa, cancelleria, comerç i drets humans. Però ni tan sols mantenien la mateixa moneda, ja que Sèrbia havia creat el nou dinar serbi i Montenegro adoptà l'Euro.
Les principals figures polítiques eren Zoran Zivkovic, primer ministre serbi i Milo Ðukanovic, primer ministre montenegrí.
El territori de Kosovo encara que formalment seguia dins Sèrbia, no mantenia cap relació amb la resta del país, ni el govern de Sèrbia i Montenegro exercia cap tipus d'autoritat en ell.
Segons la Resolució 1244 de 1999 del Consell de Seguretat de les Nacions Unides, es trobava sota administració internacional, i després de la dissolució de Sèrbia i Montenegro, continua en el mateix estat.

## Subdivisió administrativa

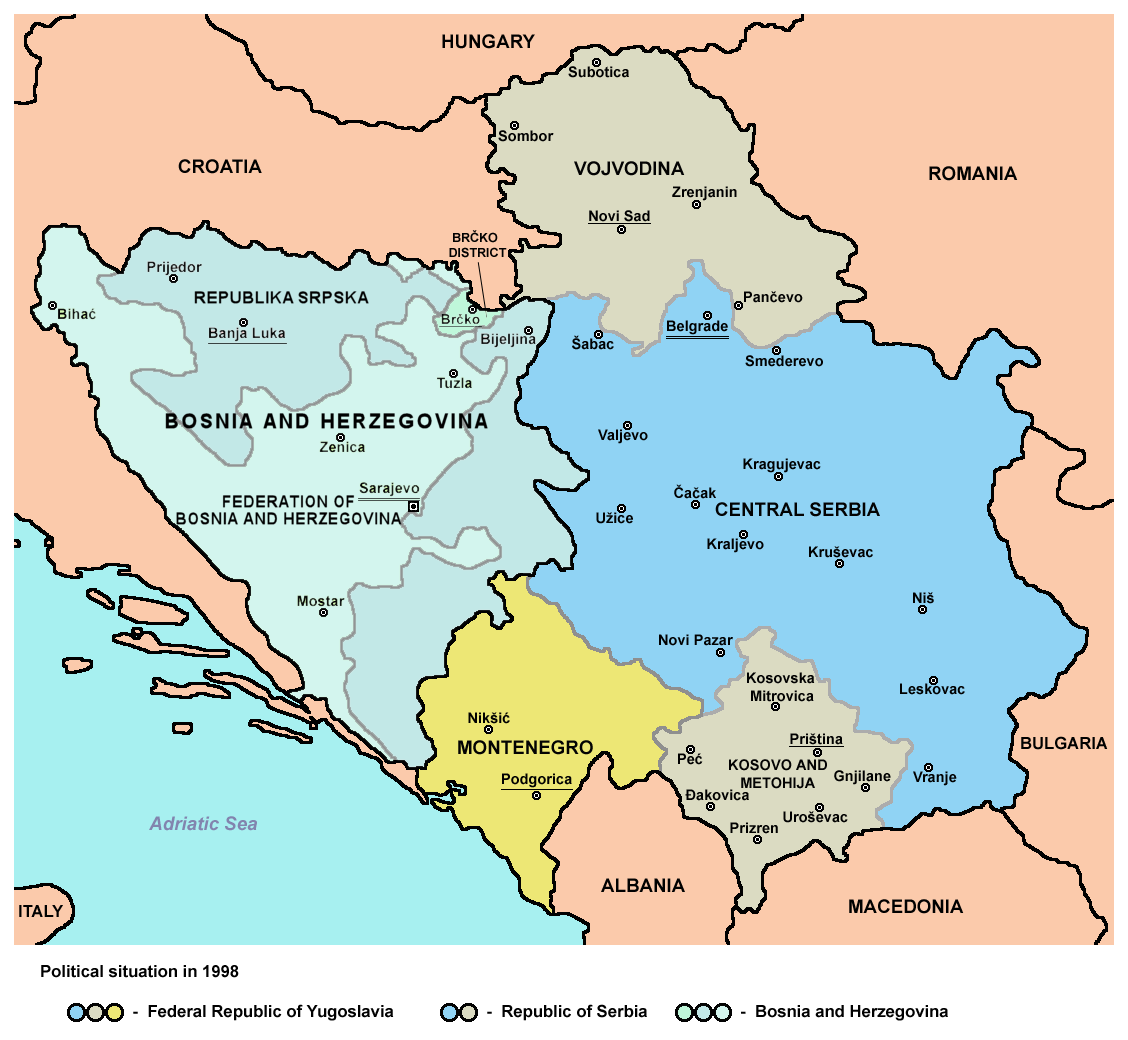
Mapa de Sèrbia i Montenegro

Sèrbia i Montenegro comprenia quatre unitats polítiques principals, consistents en dues repúbliques i dues províncies subordinades:
- Sèrbia (capital: Belgrad) 
  - Voivodina - província autònoma dins de Sèrbia (capital: Novi Sad)
  - Kosovo - província dins de Sèrbia sota administració de les Nacions Unides (capital: Priština)
- Montenegro (capital: Podgorica)

La capital política i administrativa del país era Belgrad, mentre que la seva capital judicial fou Podgorica.

## Geografia
Sèrbia i Montenegro cobria una àrea de 102.350 km², amb 199 km de costes. El terreny del país era extremadament variat, amb molt de Sèrbia que comprenia planes i tossals baixos (excepte a la regió més muntanyosa de Kosovo) i molt de Montenegro, que consisteix en muntanyes altes. Sèrbia és enterament sense litoral, amb la costa que pertanyia a Montenegro, el qual també posseeix l'únic fiord d'Europa meridional. El clima era semblantment variat. El nord amb un clima continental (hiverns freds i estius càlids); la regió central, amb una combinació de clima continental i mediterrani; i el sud, de clima adriàtic al llarg de la costa, amb regions interiors que experimenten estius i tardors caloroses i eixutes, i relativament freds hiverns amb fortes nevades a l'interior.
La ciutat més gran del país per lluny va ser Belgrad, amb una població d'1.711.800. Cap altra ciutat estava en alguna part prop de la mateixa grandària; les ciutats més grans del país eren Novi Sad, Nis, Kragujevac i Podgorica, cada una amb poblacions d'unes 140.000-180.000 persones.

## Demografia

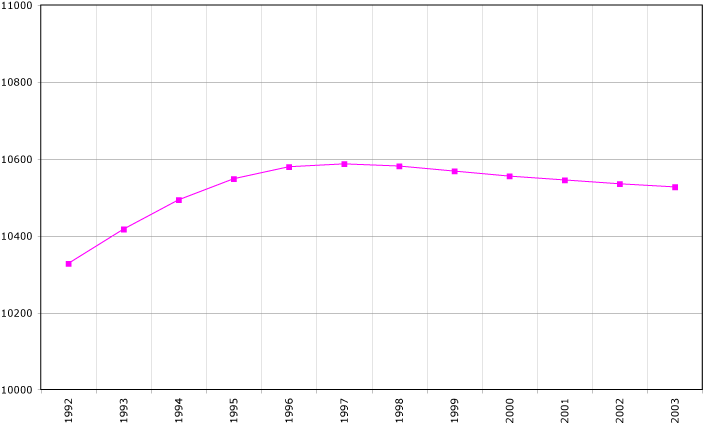
Demografia de Sèrbia i Montenegro

Sèrbia i Montenegro tenia més varietat demogràfica que qualsevol altra regió de l'antiga República Federal Socialista de Iugoslàvia. Els seus grups ètnics més grans foren els serbis (62,6%), albanesos (16,5%) i montenegrins (5%). El país també tenia importants poblacions de croats, hongaresos, romanesos, gitanos i eslovacs, majorment concentrats a la província septentrional de Voivodina, així com en nombres més xicotets d'altres grups de minories. La gran població albanesa estava concentrada principalment a Kosovo, amb poblacions més xicotetes al voltant de Presevo a Sèrbia i al sud-est de Montenegro.